# Stezka Nez Perce
Stezka Nez Perce, celým názvem v angličtině Nez Perce (Nee-Me-Poo) National Historic Trail, je jedna z více než třiceti pěších dálkových Národních turistických stezek ve Spojených státech amerických. Má délku přes 1 880 kilometrů a vede od jezera Wallowa Lake v Oregonu, přes několik pohoří, středem Yellowstonského národního parku, na sever Montany, k Bear Paw Battlefield u města Chinook. Prochází státy: Oregon, Idaho, Wyoming a Montana. Historická turistická stezka vede po stejné trase, kudy od poloviny června do října v roce 1877 unikalo 750 mužů, žen a dětí s dvojnásobným počtem koní z indiánského kmene Nez Perce před jednotkami armády Spojených států. Jejich cílem byla Kanada. Cesta indiánského kmene Nez Perců je považovaná za jeden z fascinujících, smutných příběhů amerického západu. Součástí pěších národních historických tras se stala rozhodnutím Kongresu v roce 1986.
Stezka začíná pod vrcholky pohoří Wallowa Mountains a směřuje severovýchodně. Na území Idaha překračuje řeku Snake a pokračuje východně a jihovýchodně přes pohoří Clearwater Mountains a Bitterroot Range. Jižně pod pohořími Madison Range a Gallatin Range vstupuje na území Yellowstonského národního parku, kterým prochází od západu na východ. Následně vede průsmyky přes pohoří Absaroka Range a směřuje středem, napříč celou Montanou na sever, ke kanadským hranicím.